# Catherine-Caroline Cogniet
Catherine-Caroline Cogniet, née Thévenin le 23 octobre 1813 à Lyon et morte le 14 février 1892 à Paris, est une peintre française.

## Biographie
Catherine-Caroline Thévenin est la fille de Thomas Thévenin, orfèvre, et de Jeanne Françoise Ferrier

Elle est l'élève de Léon Cogniet à Paris et expose au Salon entre 1835 et 1853 et jusqu'en 1855.
Elle épouse Léon Cogniet à Paris le 27 avril 1865. Sa sœur Marie Anne Rosalie Thévenin, également artiste peintre, reste célibataire.
Entre 1840 et 1860, sa belle-sœur Marie-Amélie Cogniet, dirige l'atelier très fréquenté "pour dames", sis au no 50, rue des Marais-Saint-Martin, de Léon Cogniet, alors que celui-ci dirige l'atelier des messieurs. Catherine-Caroline Cogniet prendra la suite de l'atelier pour dames.
Elle meurt à son domicile parisien du boulevard de Magenta à l'âge de 79 ans. Le lendemain, sa sœur décède également.
Les deux sœurs sont inhumées le 17 février au Cimetière du Père-Lachaise.

## Œuvres
- Orléans, musée des Beaux-Arts :
  - Atelier de jeunes filles, vers 1836, huile sur toile, 46,2 x 61 cm[5];
  - Sainte Geneviève enfant, Salon de 1853, huile sur toile, 40,3 x 32,5 cm[6];
  - Tête de jeune femme (autoportrait ?), vers 1850-1855, huile sur toile, 46 x 38 cm[7];
  - Offrande de fleurs à sainte Marguerite, huile sur toile, 33 x 24,5 cm[8];
  - Intérieur d'un atelier de jeunes filles, vers 1836, huile sur toile, 38 x 44,5 cm[9].